# Kirovsko-Vyborgskaja
Kirovsko-Vyborgskaja linka (rusky Кировско-Выборгская линия) je název červené linky Petrohradského metra. Je z celé sítě nejstarší, otevřena byla již roku 1955.

## Popis linky
První úsek této trati, mezi stanicemi Ploščaď Vosstanija a Avtovo byl otevřen jako první v síti petrohradského metra, stanice Avtovo a Narvskaja jsou z celé trasy asi nejlépe vyzdobeny. Po svém otevření trasa úspěšně spojila všechna nádraží ve městě. V roce 1995 došlo mezi stanicemi Lesnaja a Ploščaď Mužestva k zatopení tunelu, následkem čehož musela být technicky trasa rozdělena na dvě po devět let. Díky tomu tak vzniklo druhé depo, takže nyní má tato trasa jako jediná v rámci sítě depa dvě. Plánuje se další rozvoj linky směrem ven z města do leningradské oblasti.

## Chronologie otevírání jednotlivých úseků
| Úsek                                                 | Datum otevření    | Délka         |
| ---------------------------------------------------- | ----------------- | ------------- |
| Ploščaď Vosstanija – Avtovo                          | 15. listopad 1955 | 10,8 km       |
| Puškinskaja                                          | 30. prosinec 1956 | N/A           |
| Ploščaď Vosstanija – Ploščaď Lenina                  | 1. červen 1958    | 3,4 km        |
| Avtovo – Dačnoje (dočasná)                           | 1. červen 1966    | 1,5 km        |
| Ploščaď Lenina – Lesnaja                             | 22. duben 1975    | 3,5 km        |
| Lesnaja – Akademičeskaja                             | 12. prosinec 1975 | 5,3 km        |
| Avtovo – Prospekt Veteranov, zrušení stanice Dačnoje | 29. září 1977     | 3,6 – 1,5 km  |
| Akademičeskaja – Devjatkino                          | 29. prosinec 1978 | 4,3 km        |
| Celkem:                                              | 19 stanic         | 30,9 km tratí |

## Stanice
- Devjatkino
- Graždanskij prospekt
- Akademičeskaja
- Politechničeskaja
- Ploščaď Mužestva
- Lesnaja
- Vyborgskaja
- Ploščaď Lenina
- Černyševskaja
- Ploščaď Vosstanija (přestupní)
- Vladimirskaja (přestupní)
- Puškinskaja (přestupní)
- Technologičeskij institut (přestupní)
- Baltijskaja
- Narvskaja
- Kirovskij zavod
- Avtovo
- Dačnoje (zrušena roku 1977)
- Leninskij prospekt
- Prospekt Veteranov